# Stortjärnen (Bräcke socken, Jämtland, 696183-148852)
Stortjärnen är en sjö i Bräcke kommun i Jämtland och ingår i Ljungans huvudavrinningsområde. Sjön har en area på 0,0818 kvadratkilometer och ligger 453,2 meter över havet.

## Delavrinningsområde
Stortjärnen ingår i det delavrinningsområde (696173-148967) som SMHI kallar för Ovan Skalmyrbäcken. Medelhöjden är 398 meter över havet och ytan är 3,32 kvadratkilometer. Räknas de 4 avrinningsområdena uppströms in blir den ackumulerade arean 61,83 kvadratkilometer. Sännån som avvattnar avrinningsområdet har biflödesordning 3, vilket innebär att vattnet flödar genom totalt 3 vattendrag innan det når havet efter 177 kilometer. Avrinningsområdet består mestadels av skog (88 procent). Avrinningsområdet har 0,08 kvadratkilometer vattenytor vilket ger det en sjöprocent på 2,5 procent.